# مارتا راسيل
مارتا راسيل (بالإنجليزية: Marta Russell)‏ هي صحفية أمريكية، ولدت في 20 ديسمبر 1951، وتوفيت في 16 ديسمبر 2013.